# Гайдингер, Вильгельм
Вильгельм фон Гайдингер (нем. Wilhelm Karl Haidinger; 1795—1871) — австрийский минералог и геолог, основатель Австрийского императорского геологического института и его первый директор. Инициатор создания Австрийского географического общества.
Член Венской Императорской академии наук (1847), иностранный член Лондонского королевского общества (1856), член-корреспондент Парижской академии наук (1855), Петербургской академии наук (1856).  

## Биография
Сын Карла Гайдингера (1756—1797) минералога и геогноста. Первоначально учился в Вене, в 1812 году отправился в Грац к Моосу, а в 1817 с ним во Фрейберг. С 1823 года жил в Эдинбурге; перевел на английский язык и издал в исправленном и дополненном виде минералогию Мооса под названием: «Treatise on mineralogy» (Эдинбург, 1825).
С 1827 по 1840 годы состоял на фаянсовой фабрике в Эльбогене, потом в 1840 году перешёл в Вену; в 1843 году начал свои лекции по минералогии; издал в 1845 г. руководство «Handbuch der bestimmenden Mineralogie»; способствовал возникновению общества любителей естествознания, труды которого: «Naturwissenschaftliche Abhandlungen» (Вена, 1847—1852) и «Berichte über die Mittheil. v. Freunden d. Naturwiss.» (Вена, 1847—1852) он издал.
В 1845 году исследовал минерал цинкит и дал ему название.
В 1847 году издана под его руководством отличная геогностическая карта Австрийской монархии; в том же году получил звание академика, а в 1849 году —  директора основанного тогда Геологического института, которым заведовал в продолжение 17 лет и сделал из него образцовое учреждение. В 1866 г. выпущена им оттиснутая красками геогностическая карта империи, в масштабе 1:576000. Многочисленные работы Гайдингера напечатаны в специальных журналах. По его инициативе в 1855 году было основано в Вене географическое общество.

## Признание, память
В 1856 году Австрийским геологическим центром учреждена Гайдингерская медаль в честь основателя Австрийского императорского геологического института. Первым обладателем медали стал сам В. Гайдингер 29 апреля 1856 года, которому она была вручена в знак благодарности и почтения.
В 1935 году Международный астрономический союз присвоил имя Гайдингера кратеру на видимой стороне Луны.